# 米哈伊尔·捷连季耶夫
米哈伊尔·鲍里索维奇·捷连季耶夫（羅馬化：Mikhail Borisovich Terent'yev；1970年5月14日—）是俄罗斯残奥会运动员，现任国家杜马议员、俄罗斯残疾人奥林匹克委员会秘书长，也曾担任欧洲残疾人奥林匹克委员会秘书长。
他是残奥会冬季两项和越野滑雪项目的多枚奖牌获得者。

## 制裁
捷连季耶夫于2022年因俄乌战争而受到英国政府和美国财政部制裁。